# Parevia gurma
Parevia gurma är en fjärilsart som beskrevs av William Schaus 1920. Parevia gurma ingår i släktet Parevia och familjen björnspinnare. Inga underarter finns listade i Catalogue of Life.